# میدان نفتی نفت‌شهر
میدان نفت شهر، در فاصله‌ی ۸۶ کیلومتری گیلانغرب  و ۶۹ کیلومتری قصرشیرین در استان کرمانشاه قرار گرفته‌است. این میدان نفتی در سال ۱۹۲۳ میلادی در تاقدیس نفت شهر کشف شد. این میدان پیشتر با نام نفت‌شاه شناخته می‌شد.
در حال حاضر میدان نفت شهر، تنها میدان نفتی در حال تولید استان کرمانشاه بوده که دارای ۶۹۲ میلیون بشکه ذخیره نفت خام و مقادیری گاز طبیعی در کلاهک گازی است. از آنجا که این میدان، با میدان نفت‌خانه عراق دارای مخزنی مشترک می‌باشد، از اهمیت ویژه‌ای برخوردار است. نفت این میدان پس از فراورش، شیرین‌سازی، نمک‌زدایی به تلمبه‌خانه و از آنجا به ایستگاه تقویت فشار پاتاق و سپس به پالایشگاه کرمانشاه منتقل می‌شود. نفت این میدان از نوع سبک با درجه خلوص ۴۲ درصد است.

## رویدادها
چاه شماره ۲۴ این میدان نفتی در هشتم خرداد سال ۱۳۸۹ به خاطر نشت گاز دچار آتش سوزی شد که شعله‌های آن تا ۷۰ متر گزارش شدند.میزان خروج روزانه نفت و گاز از این چاه به دلیل آتش سوزی روزانه ۸ تا ۹ هزار بشکه برآورد شده است. سرانجام پس از ۳۸ روز این آتش سوزی مهار گردید.در پی این حادثه ۴ نفر از کارکنان شرکت نفت کشته و ۱۲ نفر مصدوم شدند.به گزارش منابع دولتی در کل ۱۵۲ هزار و طبق منابع دیگر ۳۴۲ هزار بشکه نفت در این حادثه سوخت.